# Garrigue (vegetace)

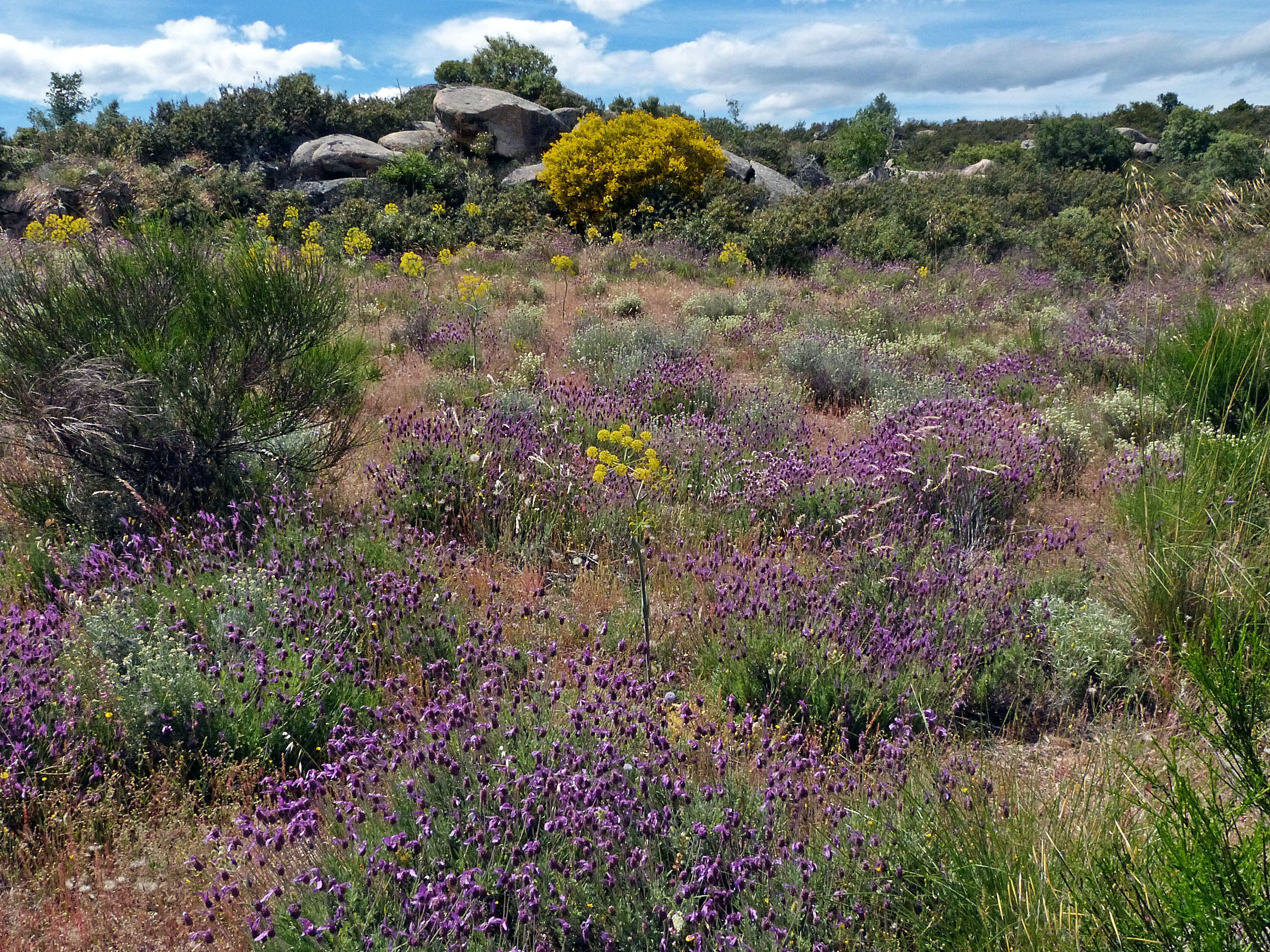
Rozkvetlá garrigue

Garrigue je vegetační typ rozšířený ve Středomoří, tvořený především řídkými porosty nízkých keříků, polokeřů a bylin. Jde o druhotnou vegetaci, která vzniká degradací křovinaté makchie následkem eroze, vypalování a intenzivní pastvy, převážně na mělkých půdách v oblastech s nižšími srážkami. V různých oblastech Středomoří jsou pro tento typ vegetace používány různé výrazy. Ve východním Středomoří je používán výraz frygana, v Izraeli batha, ve španělštině pak slovo matorral, který je dále dělen podle převládajících rostlin na esplégar (převaha rodu Lavandula), tomillar (převaha rodu Thymus a příbuzných), jaral (Cistus, Halimium), bojedal (Buxus), bretal (Erica, Calluna), retamar (Lygos, Cytisus) či coscojal (Quercus coccifera). Fytocenologicky jsou porosty garrigue na bazických substrátech (vápence, dolomity, sádrovce apod.) řazeny do široké třídy Ononido-Rosmarinetea, zatímco porosty na půdách nebazických, kyselých či ultramafických do třídy Cisto-Lavanduletea stoechadis.

## Popis a ekologie

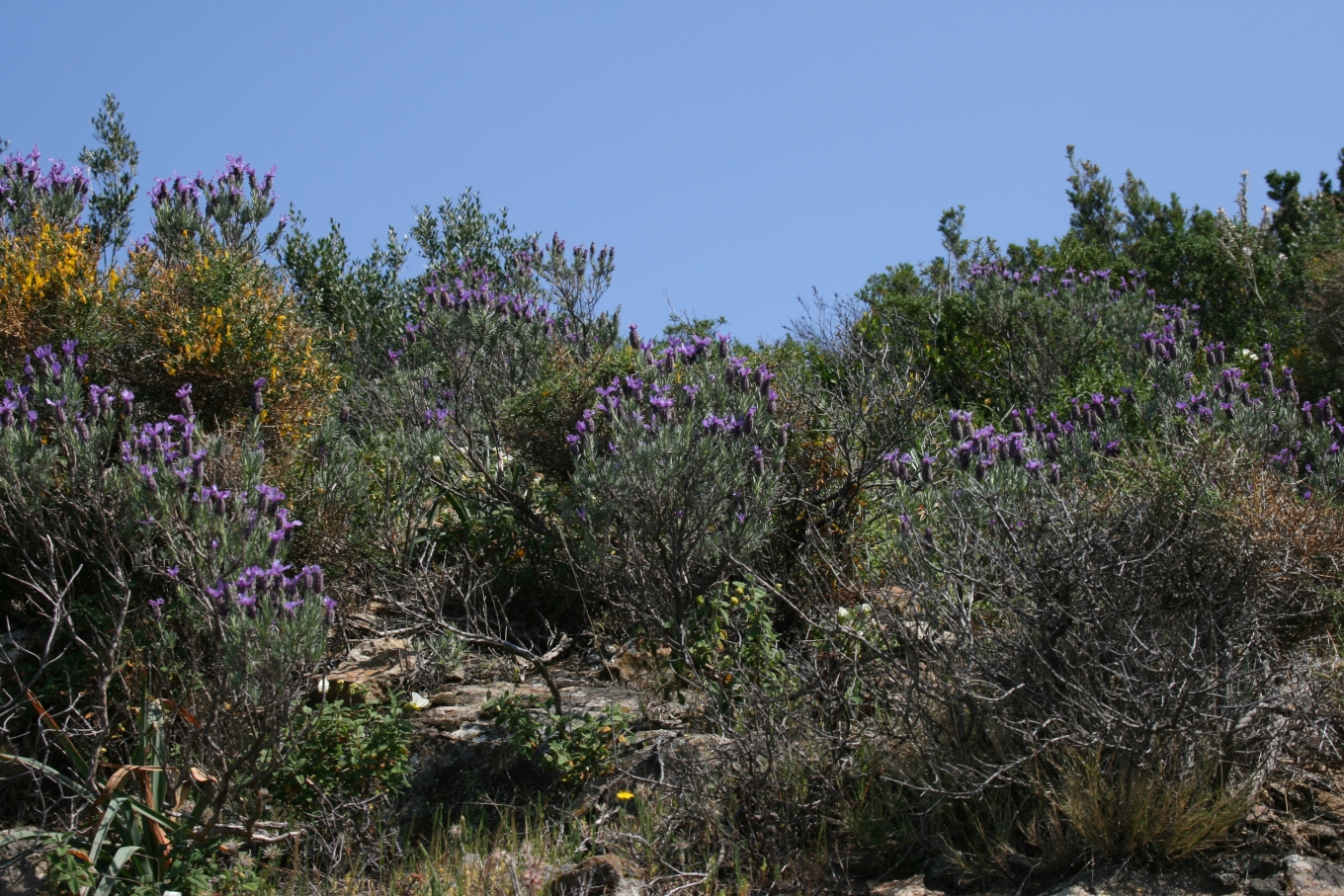
Porost garrigue s levandulí korunkatou (Lavandula stoechas)

Převládají zde rostliny s adaptacemi na horké suché klima a obranu proti herbivorii, jako jsou trny, tuhé, drobné a pichlavé listy nebo silná produkce aromatických silic. Mnohé z místních rostlin jsou využívány v gastronomii jako koření, ve fytoterapii a parfumerii. Hojně jsou v této vegetaci zastoupeny především rostliny z čeledi hluchavkovitých, jako jsou různé druhy levandulí (Lavandula), rozmarýnu (Rosmarinus), mateřídoušky (Thymus), šalvějí (Salvia), saturejky (Satureja), hojníku (Sideritis), mikromerie (Micromeria), sápy (Phlomis), ožanky (Teucrium) nebo dobromysli (Origanum). Z jiných čeledí jsou zde obvyklé rostliny bobovité, například kozince (Astragalus), kručinky (Genista), hlodáše (Ulex) a příbuzné rody, a také cistovité, se zástupci rodů cist (Cistus), devaterník (Helianthemum) či devaterníkovec (Halimium). Z dřevin se může vyskytovat myrta, astivida trnitá (Sarcopoterium spinosum) nebo keřovití jedinci dubu kermesového (Quercus coccifera). Hojní jsou také zástupci čeledi hvězdnicovitých jako smil italský (Helichrysum italicum), svatolína nebo různé chrpy (Centaurea sp.), starčky a mnoho dalších rostlin.

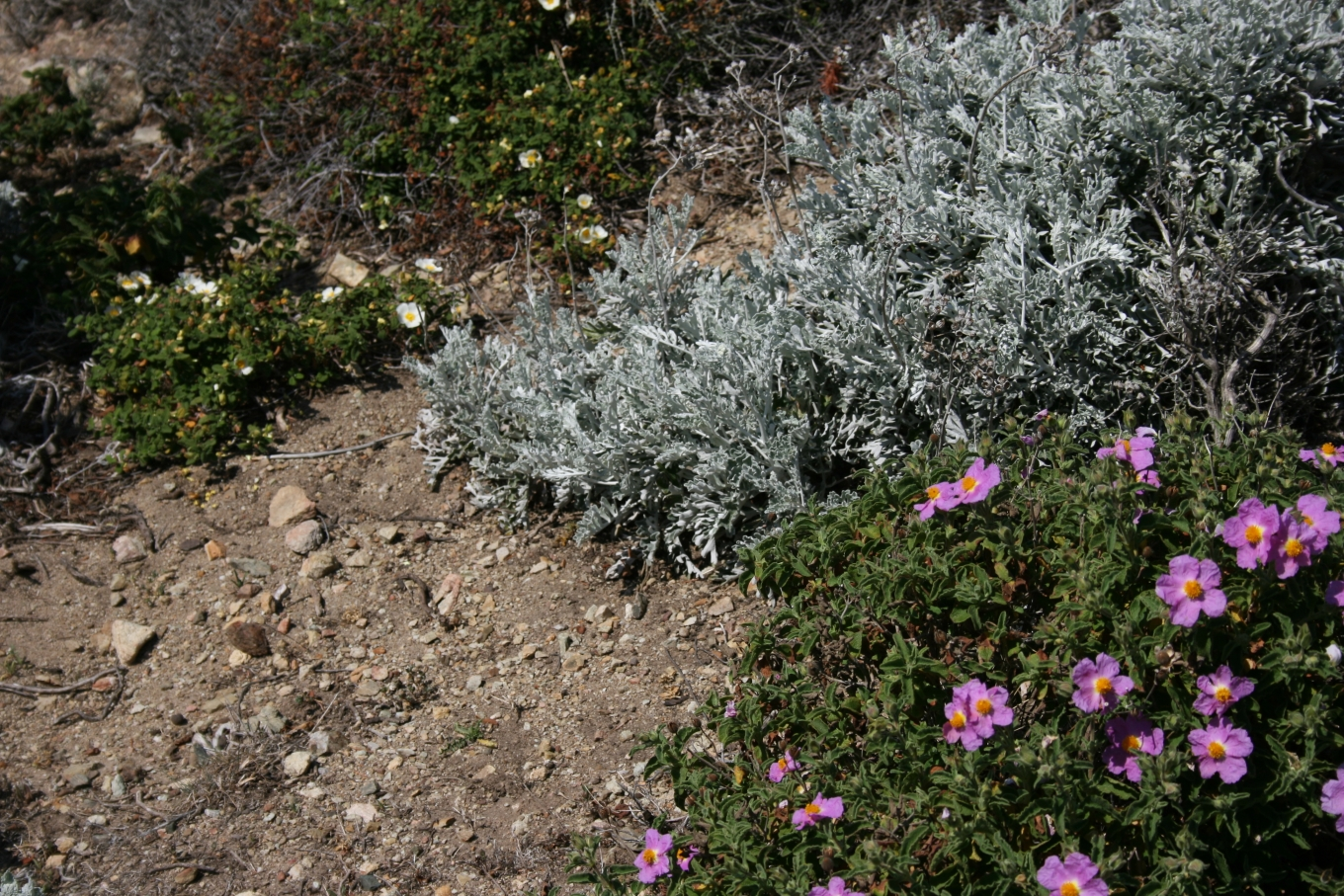
Kvetoucí garrigue na Korsice

Bylinné patro je tvořeno různými cibulovitými či jednoletými rostlinami, které přežívají horké a suché středomořské léto pouze ve formě podzemních hlíz či semen. Jsou to například česneky (Allium), tulipány (Tulipa), šafrány (Crocus), kosatce (Iris), hyacinty (Hyacintus), řebčíky (Frillitaria), snědky (Ornithogalum), asfodely (Asphodelus) nebo některé rody čeledi vstavačovité (Orchidaceae), jako vstavače (Orchis), kruštíky (Epipactis), serapie (Serapias) či tořiče (Ophrys).